# Aloysia Weber

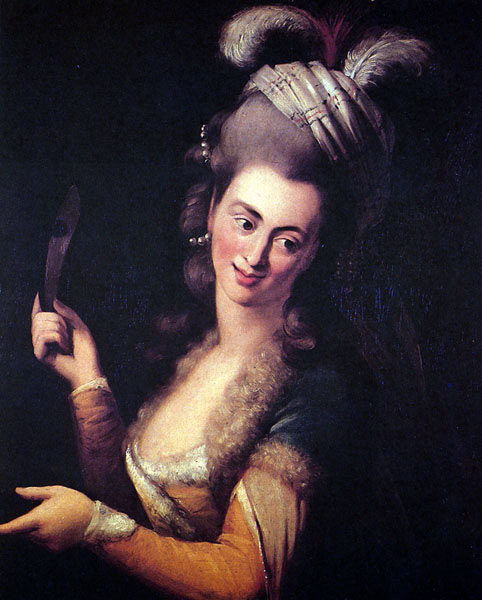
Aloysia Weber como Zemire na ópera Zemire e Azor de André Grétry

Maria Antonia Louise Aloysia Weber (Zell ou Mannheim, c. 1760 - Salzburgo, 8 de Junho 1839) foi uma soprano alemã, lembrada principalmente por sua associação com o compositor Wolfgang Amadeus Mozart.

## Biografia
Nascida em Zell ou Mannheim, Aloysia Weber foi uma das quatro filhas da família Weber. Suas três irmãs foram a soprano Josepha Hofer (1758-1819), que estreou no papel da Rainha da Noite em A Flauta Mágica de Mozart, Constanze Weber, esposa de Mozart e Sophie. Um de seus primos foi o compositor Carl Maria von Weber.
Aloysia cresceu em Mannheim e em 1778 mudou-se para Munique, onde fez sua estréia. Seu salário no Teatro do Tribunal foi de 1000 florins por ano, enquanto seu pai recebia 600. No ano seguinte ela foi contratada para cantar na Singspiel Nacional, em Viena. Num projeto do imperador José II, a família mudou-se para Viena em setembro, onde o pai trabalhou brevemente mas morreu de repente, apenas um mês após a sua chegada. Aloysia prosseguiu em uma carreira musical bastante promissora em Viena, durante as próximas duas décadas.
Em 31 de outubro de 1780, casou-se com Joseph Lange, um ator no Teatro de Justiça que também era pintor amador e que mais tarde produziu um retrato muito conhecido de Mozart. Desde a morte de seu pai ela foi o principal suporte da família, com isso, Lange concordou em pagar a sua mãe a soma de 700 florins por ano, como parte de seu contrato de casamento.
Em 1782 mudou-se para o Teatro Nacional, para cantar ópera italiana. Esta situação durou apenas oito meses, pois ela logo se tornou "persona non grata, devido a divergências sobre o salário e distribuição de papeis, bem como pela falta de espetáculos." Ela continuou a cantar, no entanto, na Kärntnertortheater, bem como em papéis ocasionais no Burgtheater. Em 1795, saiu em turnê com sua irmã, agora viúva, Constanze e a partir desse ano, deixou de viver com seu marido. Aloysia passou sua velhice em Salzburgo, a fim de ficar perto de suas irmãs Constanze e Sophie, que haviam se mudado para lá.

## Sua relação com Mozart

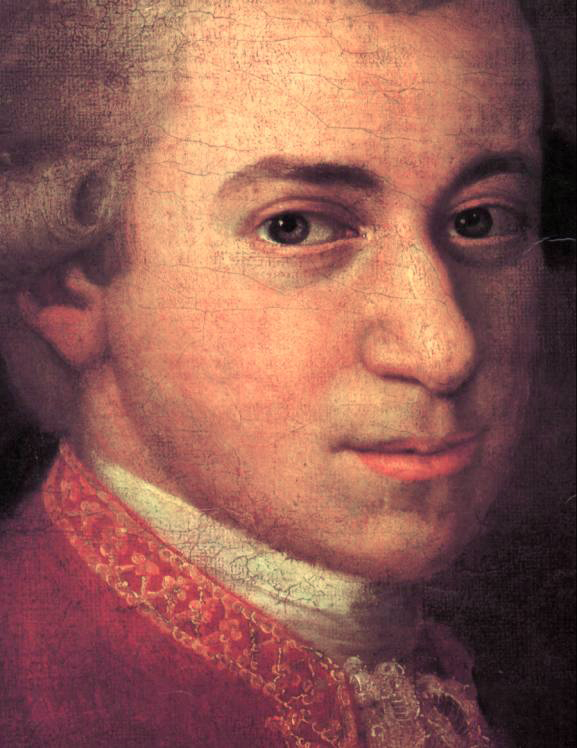
Wolfgang Amadeus Mozart

Por volta de 1777, quando Mozart passou algum tempo em Mannheim, onde tinha esperado (em vão, descobriu-se) para encontrar emprego, expressou o desejo de casar com Aloysia, embora não esteja claro quão sérias eram suas intenções ou se eram correspondidas.
Logo depois, Mozart deixou Mannheim em busca de um trabalho de sucesso em Paris, no caminho de volta a Salzburgo, passando por Munique, teve um novo encontro com Aloysia onde, de acordo com o narrado na biografia de Georg Nikolaus von Nissen, escrita em colaboração com Contanze, Mozart e Aloysia tiveram um diálogo bastante desagradável: "Quando ele entrou, ela parecia não conhecê-lo. Assim, ele se sentou ao piano e cantou em voz alta:" Leck mir das Mensch im Arsch, das mich nicht will." (Lamba a minha bunda, mesmo sem querer)" A frase vulgar dita por Mozart corresponde, no idioma Inglês, a "kiss my ass", e ocorre com freqüência em letras de Mozart.
Mozart mudou-se para Viena em 1781, e durante algum tempo foi inquilino na casa dos Weber. Fridolin Weber (o pai) morreu em 1779, Aloysia havia saído de casa em virtude de seu casamento e a mãe Cecilia estava recebendo pensionistas para fazer face às despesas. Mozart apaixonou-se por Constanze e os dois casaram-se em 1782, Mozart tornou-se então cunhado de Aloysia e aparentemente, não houve ressentimentos, pois Mozart escreveu uma boa quantidade de música para Aloysia cantar.

## Música escrita por Mozart para Aloysia Weber
- Recitativo e ária para soprano, "Alcandro, lo confesso", K. 294
- Recitativo e ária para soprano, "Popoli di Tessaglia", K. 316/300b[6]
- Ária para Soprano, "Nehmt meinen Dank, ihr holden Gönner!", K. 383
- Scena e Rondo, "Adorata speranza Mia", K. 416. Concluída em Viena em 8 de janeiro de 1783 e estreado por Aloysia no dia 11 em um concerto no Mehlgrube, depois de muitos concertos para piano de Mozart.
- Mozart escreveu duas árias de "substituição" para Aloysia,"Vorrei spiegarvi, oh Dio!" K. 418 e "No, no, che non sei capace" K. 419.
- Ária para Soprano, "Ah se in ciel", K. 538 (1788)

### Papéis de ópera de Mozart cantado por Aloysia Weber
- Donna Anna, em Don Giovanni em Viena na estréia da ópera em 7 de maio de 1788.
- Constanze, em Die Entführung aus dem Serail (O rapto do serralho)- 1784-5, Viena/ 1789, Hamburgo e Berlim (?)
- "Rosamunde" de Schweitzer (Emma) - 1779, Munique
- "Das Rosenfest von Salency de Philidor (Hännchen) - 1779, Viena
- "Zemire und Azor" de Gretry (Zemire) - 1779, Viena
- "Claudine von Villa Bella" de Beecke (Claudine) - 1780, Viena
- "Die Pilgrime von Mekka" de Gluck (Rezia) - 1780, Viena
- "Das Irrlicht" de Umlauf
- "Il curioso indiscreto" de Anfossi (Clorinda) - 1783, Viena
- "Il falegname" de Cimarosa (Elena Belfiore)  - 1783, Viena
- "Le gelosie villane" de Sarti (Olivetta) - 1783, Viena
- "Der Schauspieldirektor" de Mozart (Madame Herz) - 1786, Viena
- "Die Auferstehung und Himmelfuhrt Christi" de C. P. E. Bach - 1788, Viena
- "Messiah" de Handel - 1789, Viena
- "?Alexander's Feast" de Handel - 1789, Viena
- "?Ode for St. Cecilia's Day" de Handel - 1789, Viena

## Performance
Joachim Daniel Preisler, um ator e músico dinamarquês, foi enviado em turnê pelo seu empregador, o Teatro Real de Copenhague, para estudar a produção de ópera em outros países europeus. Enquanto em Viena, foi convidado para a casa Lange, onde ouviu Aloysia cantar. Em seu diário, ele escreveu: "A voz é algo excepcional! mas … não tão boa como a do nosso Müller; A sua tessitura aguda e sua delicadeza, sua execução, o gosto e o conhecimento teórico não podem deixar de ser admirados por qualquer crítico imparcial. … Ela pode cantar a mais longa e difícil parte incomparavelmente melhor do que as cantoras italianas…".
O depoimento de Preisler indica também que Aloysia não era apenas uma ótima cantora, mas também uma musicista excepcional.